# Castillo de Almnäs
El Castillo de Almnäs es un château en la provincia de Västergötland, en el suroeste de Suecia, 5 km al sur de la ciudad de Hjo.
La mansión fue construida en 1773-1776 por el General Wolter Reinhold Stackelberg. Está situado en una cala del lago y rodeado por un notable parque.
Posteriormente la propiedad perteneció a las familias Sparre, Bielke, Horn, Ehrensten y otras. Fue adquirido en 1859 por Gustaf Sparre, primer portavoz del parlamento sueco, y en 1898 por la Baronesa Marika Dickson de Gotenburgo. Almnäs no está abierto al público.